# Chang’e 1
Chang’e 1 (chiń. 嫦娥一号; pinyin Cháng’é Yī Hào) – chińska sonda kosmiczna; sztuczny satelita Księżyca. Pierwsza sonda w ramach planowanego chińskiego programu badań Księżyca (program Chang’e). Nazwa sondy pochodzi od imienia mitologicznej chińskiej bogini żyjącej na Księżycu.

## Cele misji
- Otrzymanie trójwymiarowych obrazów powierzchni Księżyca.
- Wykonanie map rozmieszczenia pierwiastków chemicznych i minerałów na Księżycu.
- Zbadanie struktury księżycowego regolitu.
- Przeprowadzenie badań środowiska kosmicznego pomiędzy Ziemią i Księżycem.
- Testowanie technologii i zebranie doświadczenia niezbędnego do przeprowadzenia kolejnych misji księżycowych.

## Konstrukcja sondy
Sonda zbudowana była w oparciu o konstrukcję satelity telekomunikacyjnego typu DFH-3. Kadłub miał wymiary 2,00 × 1,72 × 2,20 m. Energii elektrycznej dostarczały dwa skrzydła baterii słonecznych. Całkowita masa sondy wynosiła 2350 kg, w tym ok. 127 kg aparatury naukowej. Sonda była stabilizowana trójosiowo.

### Instrumenty naukowe
- stereoskopowa kamera CCD o rozdzielczości 120 m
- spektrometr obrazujący
- wysokościomierz laserowy
- spektrometr promieniowania gamma i rentgenowskiego
- radiometr mikrofalowy
- detektor wysokoenergetycznych cząstek promieniowania słonecznego
- detektor jonów o niskiej energii

## Przebieg misji
24 października 2007 sonda Chang’e 1 została wyniesiona z kosmodromu Xichang, w prowincji Syczuan, przy użyciu rakiety nośnej Chang Zheng 3A. Początkowo sonda znajdowała się na orbicie okołoziemskiej o perygeum 205 km, apogeum 50 930 km, nachyleniu 30,95°. Apogeum zostało trzykrotnie podniesione, po czym sonda weszła na orbitę transferową w kierunku Księżyca. Na wstępną orbitę okołoksiężycową sonda weszła 5 listopada 2007. Planowana okołobiegunowa (o nachyleniu 90° w stosunku do płaszczyzny równika Księżyca) orbita robocza była odległa od powierzchni o 200 km.
Precyzyjne przeprowadzenie manewrów orbitalnych pozwoliło sondzie zaoszczędzić około 200 kg paliwa. Dało to możliwość przedłużenia czasu trwania misji z jednego roku, do dwóch lat.
Szczegółowy przebieg misji:
- 25 października 2007: o godz. 09:55 GMT, wykonano manewr podwyższenia perigeum (do wysokości 600 km; okres orbity 130 minut)
- 26 października: między 08:50 a 09:44, dokonano pierwszego podwyższenia apogeum, do 71 000 km
- 29 października: wykonano manewr podwyższenia apogeum do około 120 000 km
- 31 października: apogeum podwyższono do 380 000 km – sonda weszła na orbitę wiodącą do Księżyca. Manewr trwał od 09:15 do 09:28
- 2 listopada: o godz. 02:25 wykonano korektę trajektorii – na 8 minut włączono silniki własne sondy
- 5 listopada: o godz. 03:15 rozpoczął się trwający 22 minuty proces wyhamowania sondy i wejścia na początkową orbitę okołoksiężycową, o parametrach: 200×8600 km; okres 12h
- 6 listopada: pierwszy manewr obniżania orbity. Trwający od 03:21 do 03:35 manewr zakończył się osiągnięciem orbity o parametrach: 213 × 1700 km; okres 3,5 godz.
- 7 listopada: osiągnięcie orbity końcowej – między 00:24 a 00:34 drugi manewr obniżania sondy zakończył się osiągnięciem orbity użytecznej o zaplanowanych parametrach: 200×200 km; okres 127 minut
- 19 listopada 2007: rozpoczęcie obserwacji naukowych

1 marca 2009 o godz. 07:36 UTC Chang’e 1 rozpoczął manewr hamowania, w wyniku czego o godz. 08:13 UTC spadł na powierzchnię Księżyca, w punkcie o współrzędnych 1,50° S i 52,36° E, na obszarze Mare Fecunditatis.
Całkowity planowany koszt misji wynosił 1,4 miliarda RMB (około 187 mln USD). Podczas misji sonda przesłała na Ziemię łącznie 1,37 terabajtów danych.